# داني بيل
داني بيل (بالفرنسية: Dany Bill)‏ هو ملاكم تايلندي كاميروني، ولد في 28 أبريل 1973 في دوالا في الكاميرون.